# Alive in Poland
Alive in Poland – to koncertowy album brytyjskiej grupy heavymetalowej o nazwie Blaze Bayley. Koncert został nagrany podczas występu na festiwalu Metalmania 2007 w dniu 24 marca 2007 roku w katowickiej hali widowiskowej "Spodek". Wydawnictwo ukazało się 27 lipca 2007 roku za pośrednictwem wytwórni Soulfood Music Distribution GmbH.

## Lista utworów
* utwory nagrane z Iron Maiden
1. „Intro”
2. „Speed Of Light”
3. „The Brave”
4. „Futureal”*
5. „Alive”
6. „Tough As Steel”
7. „Man On The Edge”*
8. „Virus”*
9. „Ten Seconds”
10. „When Two Worlds Collide”*
11. „Look For The Truth”*
12. „Kill And Destroy”
13. „Silicon Messiah”
14. „Tenth Dimension”
15. „Sign Of The Cross”*
16. „Born As A Stranger”

## Muzycy
- Blaze Bayley - wokal
- Nico Bermudez - gitara
- Rich Newport - gitara
- David Bermudez - gitara basowa
- Rico Banderra - perkusja[2]